# Dolichupis myrae
Dolichupis myrae is een slakkensoort uit de familie van de Triviidae. De wetenschappelijke naam van de soort is voor het eerst geldig gepubliceerd in 1961 door Campbell.